# What's Wrong With This Picture?
What's Wrong with this Picture? es el trigésimo álbum de estudio del músico norirlandés Van Morrison, publicado por la compañía discográfica Blue Note Records en octubre de 2003. El álbum obtuvo una nominación a los Grammy en la categoría de mejor álbum de blues contemporáneo en la 46ª entrega de los premios.

## Lista de canciones
Todas las canciones escritas y compuestas por Van Morrison excepto donde se anota. 
| N.º | Título                            | Escritor(es)                      | Duración |  |
| 1.  | «What's Wrong With This Picture?» |                                   | 6:00     |  |
| 2.  | «Whinin Boy Moan»                 |                                   | 4:17     |  |
| 3.  | «Evening in June»                 |                                   | 4:00     |  |
| 4.  | «Too Many Myths»                  |                                   | 4:32     |  |
| 5.  | «Somerset»                        | Acker Bilk, Collett, Van Morrison | 4:09     |  |
| 6.  | «Meaning of Loneliness»           |                                   | 6:41     |  |
| 7.  | «Stop Drinking»                   | Lightnin' Hopkins, Van Morrison   | 3:24     |  |
| 8.  | «Goldfish Bowl»                   |                                   | 6:01     |  |
| 9.  | «Once in a Blue Moon»             |                                   | 3:30     |  |
| 10. | «Saint James Infirmary»           | Tradicional                       | 5:32     |  |
| 11. | «Little Village»                  |                                   | 4:30     |  |
| 12. | «Fame»                            |                                   | 5:21     |  |
| 13. | «Get on With the Show»            |                                   | 5:40     |  |

## Personal
- Van Morrison: guitarra acústica, saxofón alto y voz.
- Ned Edwards: guitarras acústica y eléctrica y coros.
- Johnny Scott: guitarra eléctrica y mandolina.
- Foggy Lyttle: guitarra eléctrica y coros.
- Mick Green: guitarra eléctrica.
- Lee Goodall: saxofón alto y barítono, flauta y coros.
- Martin Winning: clarinete y saxofón tenor.
- Acker Bilk: clarinete
- Keith Donald: clarinete bajo
- Matt Holland: trompeta, fliscorno y coros.
- Gavin Povey: piano
- Richard Dunn: órgano Hammond
- David Hayes: bajo y coros.
- Nicky Scott: bajo
- Liam Bradley: batería y coros
- Bobby Irwin: batería
- Alan Wicket: congas y tabla de lavar.

## Posición en listas
| País              | Lista                    | Posición |
| ----------------- | ------------------------ | -------- |
| Alemania          | Media Control Charts     | 13       |
| Australia         | ARIA Albums Chart        | 37       |
| Austria           | Ö3 Austria Top 40        | 29       |
| Bélgica (Flandes) | Ultratop 200 Albums      | 21       |
| Estados Unidos    | Billboard 200            | 32       |
| Noruega           | Norwegian Albums Chart   | 10       |
| Nueva Zelanda     | New Zealand Music Charts | 17       |
| Países Bajos      | Mega Albums Top 100      | 13       |
| Reino Unido       | UK Albums Chart          | 43       |
| Suecia            | Swedish Albums Chart     | 18       |